# Colza

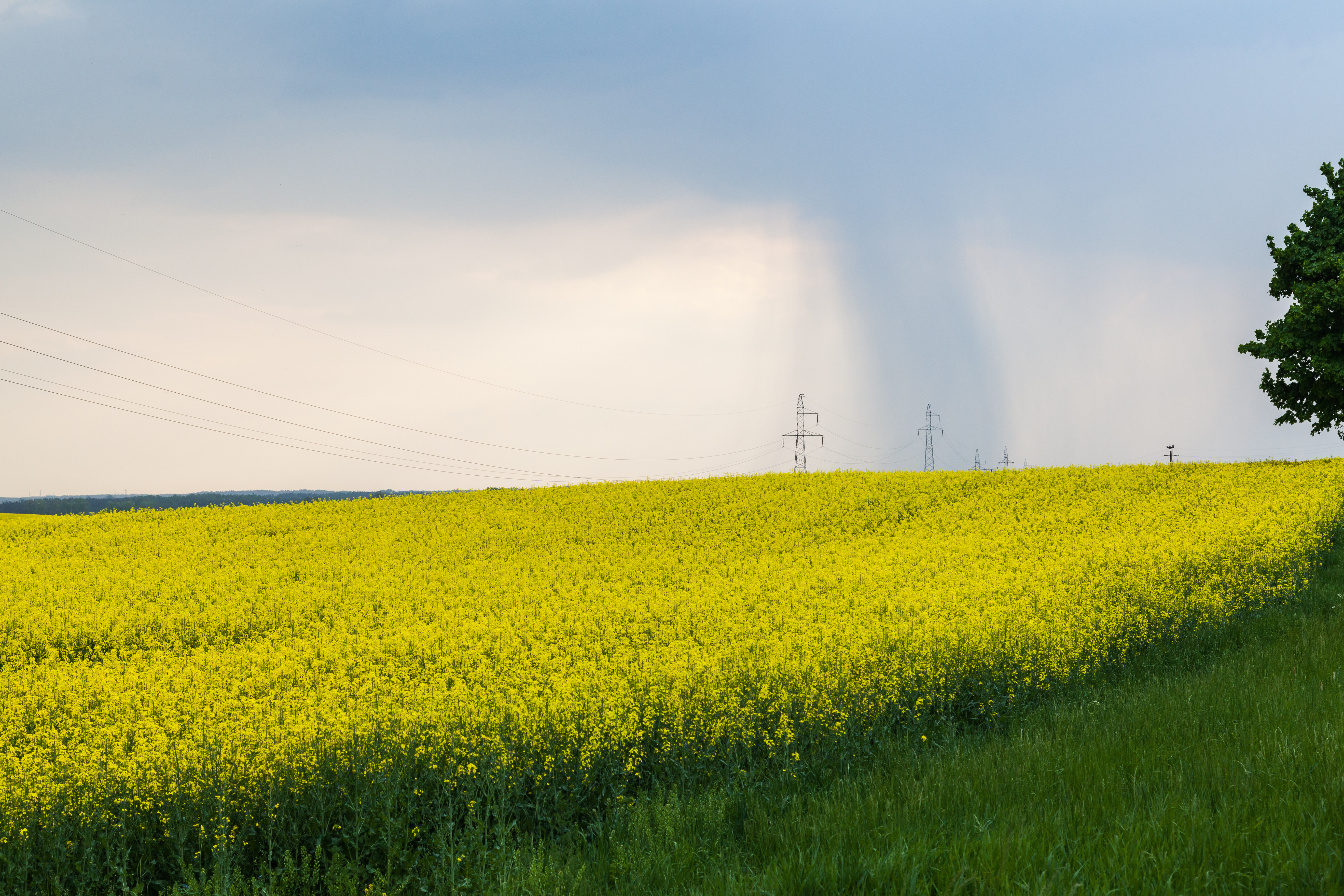
Campo de colza

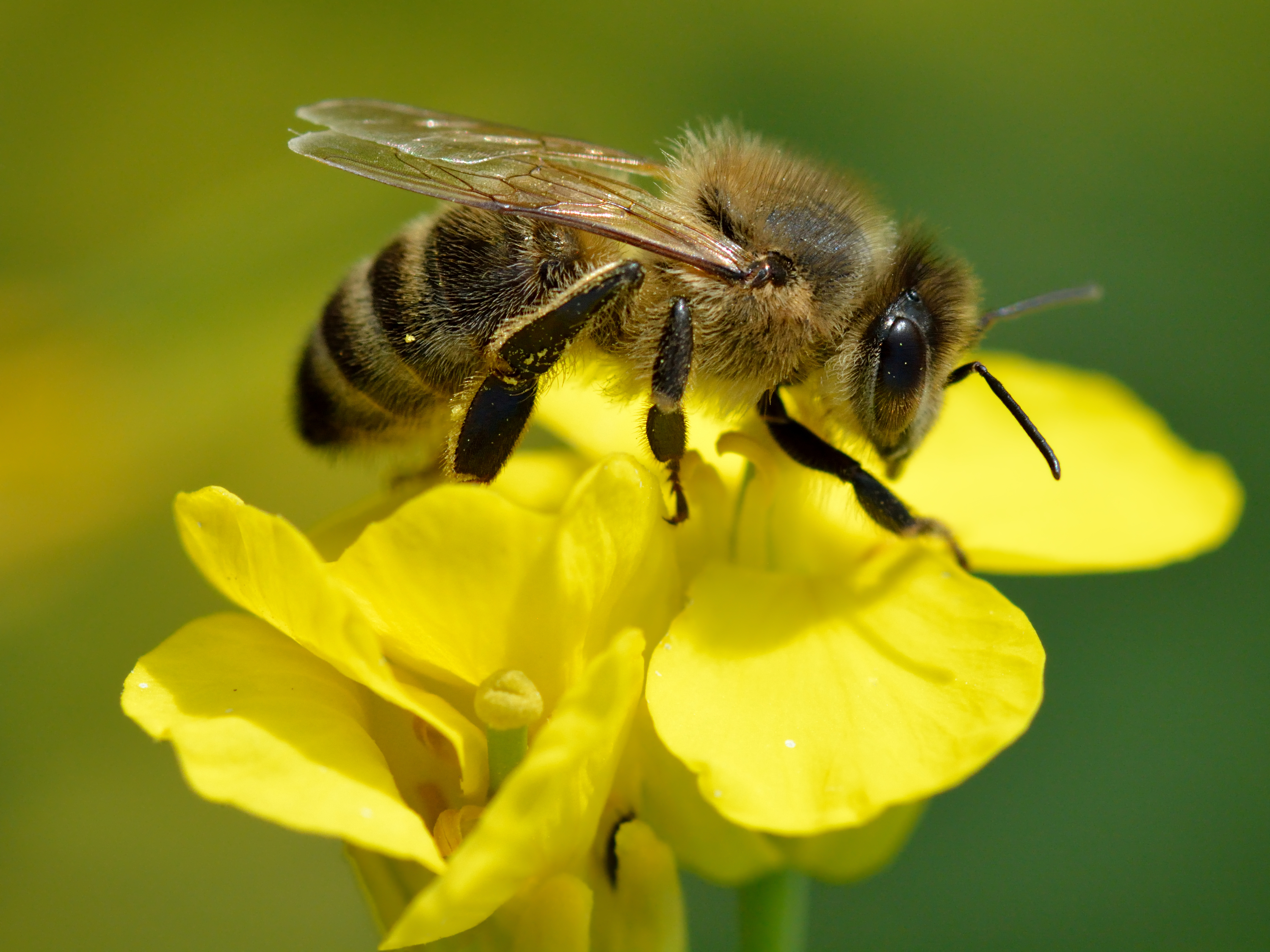
Abelha do Gênero Apis coletando néctar e pólen de flores de Colza.

A Brassica napus, comummente conhecida como colza é uma planta da família das brassicáceas (couves), pertencente ao tipo fisionómico dos caméfitos.
Das sementes desta espécie é extraído o chamado óleo de colza, utilizado também na produção de biodiesel. As folhas desta planta servem também de forragem para o gado (cultivada em muitos países) por virtude do seu alto conteúdo em lipídios e conteúdo médio em proteínas.

## Nomes comuns
Dá ainda pelos seguintes nomes comuns: couve-nabiça, nabiça (não confundir com a Brassica rapa, que consigo partilha este nome), raba (não confundir com a Brassica napobrassica, que consigo partilha este nome) e nabo-sem-pelos.

## Distribuição
Embora seja de origem desconhecida encontra-se naturalizada no Sul e Centro europeu e no Médio Oriente. Sendo comummente cultivada em todo mundo, com vista à obtenção do óleo de colza.

### Portugal
Trata-se de uma espécie presente no território português, nomeadamente em Portugal Continental. Designadamente, no que toca a Portugal Continental, encontra-se presente em todas as zonas do Noroeste Montanhoso e na Terra Quente.

#### Cultivo
Há uma subespécie de couve-nabiça, a Brassica napus L. emend. Metzg., que é cultivada tradicionalmente em Portugal, durante todo o ano, e é conhecida como «doce-maria», encontrando-se registada no Catálogo Nacional de Variedades de Espécies Agrícolas e Hortícolas desde 2011.

## Ecologia
É uma espécie ruderal, pelo que, nos territórios onde está naturalizada, pode surgir nas bermas de caminhos ou junto a espaços que denotam a presença humana, sem que se tenha agricultado o solo.

## Agricultura internacional
Os principais produtores são a União Europeia, Canadá, Estados Unidos, Austrália, China e Índia. Na Índia, ocupa até 13% do solo cultivável. Segundo o Departamento de Agricultura dos Estados Unidos, a colza era a terceira fonte de óleo vegetal em 2000, após a soja, e a palma (dendê), além de ser a segunda fonte mundial de alimento protéico, ainda que sua importância seja só a quinta parte da soja.
O óleo de colza, em estado natural, contém ácido erúcico e glucosinolatos que são medianamente tóxicos em doses altas. Houve no passado dúvidas sobre a verdadeira origem das intoxicações ocorridas em Espanha, atribuídas, nalguns círculos científicos, a herbicidas. Na verdade, estas dúvidas parecem haver desaparecido e, mediante as novas técnicas de análise genética, tem sido possível demonstrar que existe uma predisposição genética à intoxicação com óleo de colza desnaturado.

## Melhoramento genético

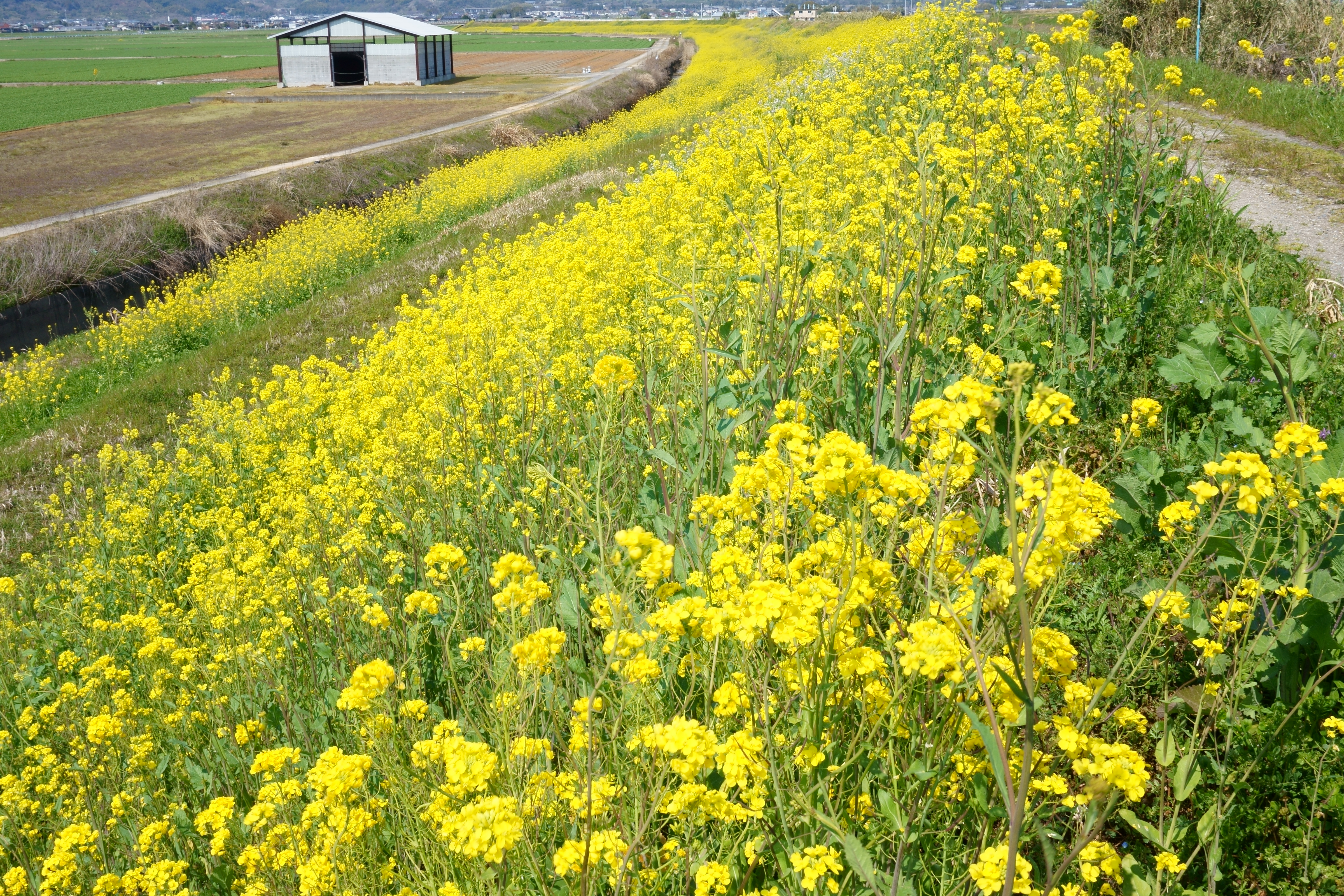
Flores de Brassica napus (semente de colza) na rampa do rio Nishihira. Mikatsukicho Michibe, Cidade de Ogi, Prefeitura de Saga, Japão

Houve um conjunto de variedades geneticamente melhoradas, com níveis menores de ácido erúcico e de glucosinolatos, que foram produzidas no Canadá, às quais foi atribuído o o nome «Canola». Esta designação começou por ser uma marca registada pela Associação Canadiana da Colza (Rapeseed Association of Canada), tratando-se de uma abreviatura dos nomes «Canada», donde se extraiu o prefixo  «Can», e  "Oil, low acid" (óleo de baixo teor de acidez), donde se extraiu o sufixo OLA.
Ulteriormente, este nome passou a ser aplicado indistintamente a outras variedades de colza, independentemente dos respectivos níveis de acidez. O óleo começou a ser produzido pela primeira vez no Canadá por Keith Downey e Baldur Stefansson na década de 1970. No Brasil, fica conhecido popularmente como óleo de canola.

## Valor nutricional
A verdade é que as plantas usadas no Canadá para a produção do óleo de Canola são cultivadas para produzir uma quantia muito baixa de ácido erúcico. Ele tem um sabor muito leve e é bom para cozinhar, ou como tempero para saladas.
O óleo de Canola contém ácidos graxos, ômega 6 e ômega 3 — numa proporção de dois por um —, e perde só para o óleo de linhaça em ômega 3. Alguns agricultores britânicos, como Hillfarm Oils e Farrington Oils começaram a produzir óleo de colza por prensagem a frio para óleo de cozinhar e de tempero.

## Biodiesel
Como muitas fontes de óleos vegetais com significativo teor de moléculas de ácidos graxos, de baixo custo de produção e alta rentabilidade, além de permitir a produção extensiva, a colza tem sido estudada e já usada para a produção de biodiesel, apesar de estudos terem concluido que os óleos brutos de colza não podem ser utilizados diretamente como biodiesel uma vez que este apresenta valores de índice de cetano estimado demasiadamente baixos e viscosidade cinemática cerca de 10 vezes superior ao do gasóleo (óleo diesel). Após as modificações por transesterificação com metanol, obtêm-se ésteres metílicos com características comparáveis às do gasóleo com adequadas otimizações das condições do processo, como temperatura, concentração de catalisador, razão molar metanol/óleo, tempos de reação, permitindo obter rendimentos em éster próximos dos 100%. Estas questões também são similares para o óleo de girassol.

## Genoma e sequenciamento
O genoma da espécie Brassica napus encontra-se presentemente a ser sequenciado por um consórcio internacional .

## Produção mundial
| País                                     | Produção em 2018 (toneladas anuais) |
| ---------------------------------------- | ----------------------------------- |
| Canadá                                   | 20.342.600                          |
| China                                    | 13.281.200                          |
| Índia                                    | 8.430.000                           |
| França                                   | 4.945.589                           |
| Austrália                                | 3.893.071                           |
| Alemanha                                 | 3.670.600                           |
| Polónia                                  | 2.203.869                           |
| Ucrânia                                  | 2.750.600                           |
| Reino Unido                              | 2.012.000                           |
| Rússia                                   | 1.988.697                           |
| Fonte: Food and Agriculture Organization |                                     |